# Se, en källa där flödar så fri
Se, en källa där flödar så fri är en sång med text från 1893 av Harry Davis och som sjungs till en melodi av Alfred E Braine. 

## Publicerad i
- Musik till Frälsningsarméns sångbok 1907 som nr 376.
- Frälsningsarméns sångbok 1929 som nr 24 under rubriken "Frälsningssånger - Frälsningen i Kristus".
- Frälsningsarméns sångbok 1968 som nr 85 under rubriken "Frälsning".
- Frälsningsarméns sångbok 1990 som nr 365 under rubriken "Frälsning".